# Unplugged (The Official Bootleg)
| 전문가 평가                    | 전문가 평가 |
| 평가 점수                      | 평가 점수   |
| 출처                           | 점수        |
| ------------------------------ | ----------- |
| AllMusic                       | [ 1 ]       |
| Encyclopedia of Popular Music  | [ 2 ]       |
| The Essential Rock Discography | 6/10        |
| The Rolling Stone Album Guide  | [ 4 ]       |

《Unplugged (The Official Bootleg)》는 폴 매카트니의 라이브 언플러그드 공연으로 1991년 녹음, 발매되었다. 최근 《Tripping the Live Fantastic》에서 포착된 그의 월드 투어의 광활함에 이어, 매카트니는 그의 노래를 취소하고 새로 출시된 어쿠스틱 전용 쇼 《MTV 언플러그드》에 출연할 수 있는 기회를 즐겼다. 결과적으로, 매카트니는 긴 줄의 아티스트들 중 처음으로 언플러그드 음반을 발매했다.

## 퍼포먼스
호평 받는 쇼에 음향기기를 증폭기에 꽂고 등장한 다른 아티스트들과 달리(듣는 소리를 생산한다) 매카트니의 악기는 100% 플러그가 뽑혀 있지 않았다. 소리를 줍기 위해 기타, 피아노 등 가까이 마이크를 조심스럽게 배치했다(매카트니의 어쿠스틱 기타 앞에 대형 직사각형 마이크가 그려져 있는 음반 커버에서 볼 수 있다).
매카트니는 최근 그를 지지했던 같은 라인업(크리스 휘튼을 대신한 블레어 커닝햄을 위한 세이브)을 이용하여 1970년 데뷔 음반 《McCartney》의 3곡을 포함한 그의 희귀한 트랙을 여러 커버와 함께 그리고 친숙한 비틀즈 히트곡들의 도움 속에서 털어버리는 기회를 이용했다.

## 발매
매카트니가 느슨하고 근심 걱정이 없는 상황에서 《Unplugged (The Official Bootleg)》에 대한 비판적 반응은 매우 따뜻했다.
1991년 한정판으로 발매된 《Unplugged(The Official Bootleg)》는 1990년대 후반 《Снова в СССР》가 보다 영구적으로 재발행된 것을 상기시키는 작품이다. 원래 발행된 음반은 영국에서 7위에 올랐고, 거의 10년 만에 매카트니의 미국 최고 인기 음반이 되어 14위에 올랐다.

## 곡 목록
| #  | 제목                           | 작사·작곡                | 재생 시간 |
| -- | ------------------------------ | ------------------------ | --------- |
| 1. | 〈Be-Bop-A-Lula〉              | 진 빈센트, 텍스 데이비스 | 4:04      |
| 2. | 〈I Lost My Little Girl〉      | 폴 매카트니              | 1:45      |
| 3. | 〈Here, There and Everywhere〉 | 존 레논, 매카트니        | 3:16      |
| 4. | 〈Blue Moon of Kentucky〉      | 빌 먼로                  | 4:21      |
| 5. | 〈We Can Work It Out〉         | 레논, 매카트니           | 2:48      |
| 6. | 〈San Francisco Bay Blues〉    | 제시 풀러                | 3:29      |
| 7. | 〈I've Just Seen a Face〉      | 레논, 매카트니           | 3:01      |
| 8. | 〈Every Night〉                | 매카트니                 | 3:24      |
| 9. | 〈She's a Woman〉              | 레논, 매카트니           | 3:39      |

| #  | 제목                        | 작사·작곡      | 재생 시간 |
| -- | --------------------------- | -------------- | --------- |
| 1. | 〈Hi-Heel Sneakers〉        | 토미 터커      | 4:08      |
| 2. | 〈And I Love Her〉          | 레논, 매카트니 | 4:17      |
| 3. | 〈That Would Be Something〉 | 매카트니       | 4:02      |
| 4. | 〈Blackbird〉               | 레논, 매카트니 | 2:09      |
| 5. | 〈Ain't No Sunshine〉       | 빌 위더스      | 4:05      |
| 6. | 〈Good Rockin' Tonight〉    | 로이 브라운    | 3:42      |
| 7. | 〈Singing the Blues〉       | 멜빈 엔슬리    | 3:46      |
| 8. | 〈Junk (기악)〉             | 매카트니       | 2:26      |